# Prepona meander
Prepona meander är en fjärilsart som beskrevs av Pieter Cramer 1775, 1776. Prepona meander ingår i släktet Prepona och familjen praktfjärilar. Inga underarter finns listade i Catalogue of Life.

## Bildgalleri

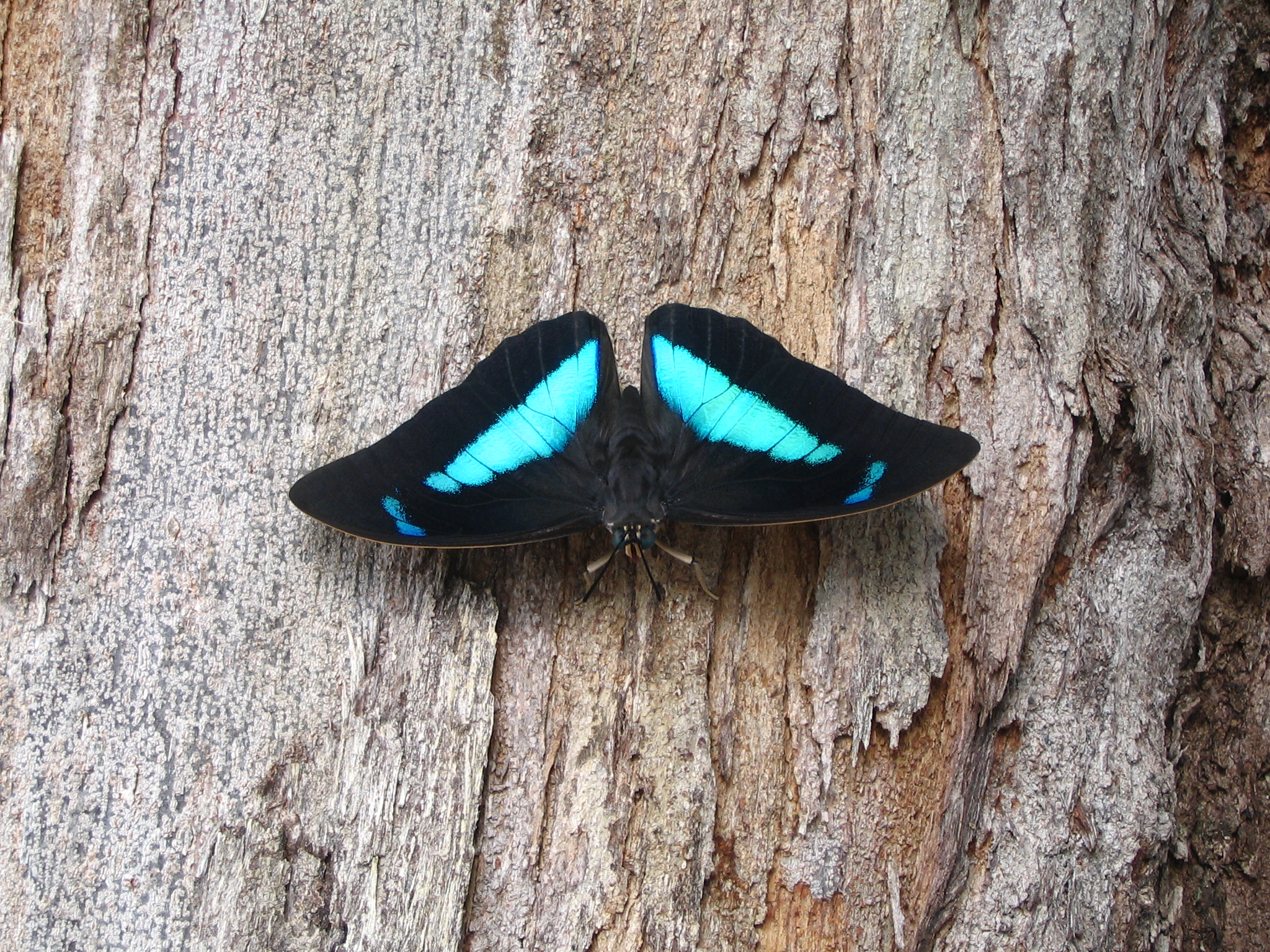
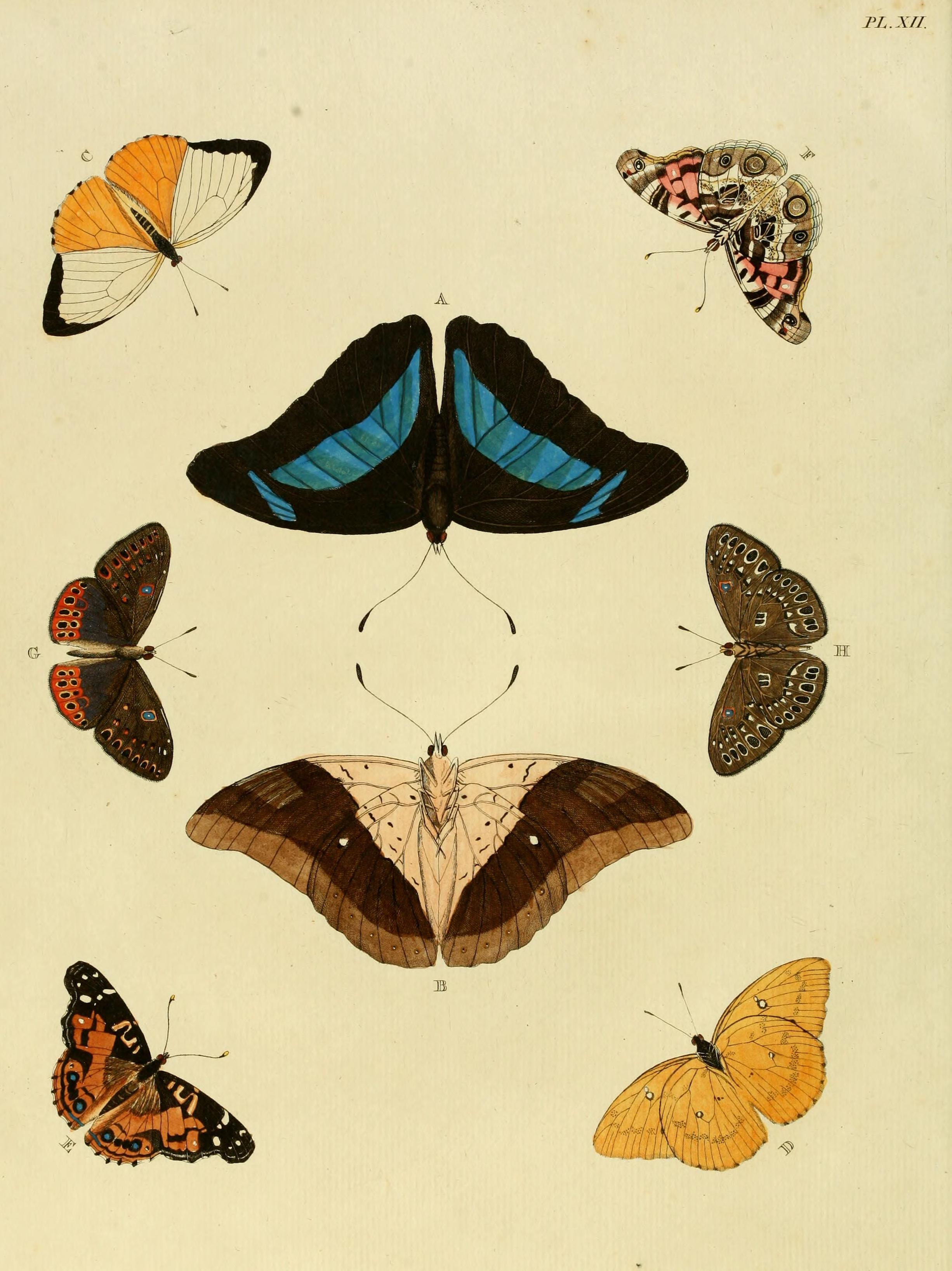